# Kanditheemu
Kanditheemu is een van de bewoonde eilanden van het Shaviyani-atol behorende tot de Maldiven.

## Demografie
Kanditheemu telt (stand september 2006) 609 vrouwen en 618 mannen.